# Дискография Keane
Это дискография Keane — британской рок-группы, образованной в 1995 году.

## Студийные альбомы
- Hopes and Fears (10 мая 2004)
- Under the Iron Sea (12 июня 2006)
- Perfect Symmetry (13 октября 2008)
- Strangeland (7 мая 2012)
- Cause and Effect (20 сентября 2019)

## Мини-альбомы
- Retrospective EP1 (8 декабря 2008)
- Night Train EP (10 мая 2010)
- Retrospective EP2 (28 июня 2010)

## Концертные альбомы
- Live Recordings 2004 (3 мая 2005; Только в Австрии, Бельгии, Великобритании, Венгрии, Германии, Ирландии, Исландии, Испании, Италии, Канаде, Мексике, Нидерландах, Норвегии, России, Франции (только с Hopes and Fears), Чехии и Швейцарии)
- EP Keane Live 2006 (17-28 октября, 2006)
- EP Live Recordings 2008 (15 декабря 2008; Только в Интернет)

## Сборники
- The Best of Keane (11 ноября 2013)

## Синглы
| Год  | Название                        | Позиции в чартах | Позиции в чартах | Позиции в чартах | Позиции в чартах | Позиции в чартах | Позиции в чартах | Позиции в чартах | Позиции в чартах | Позиции в чартах | Позиции в чартах | Альбом             |
| Год  | Название                        | [ 1 ]            | Флаг Ирландии    | [ 2 ]            | [ 2 ]            | [ 3 ]            | [ 4 ]            | [ 5 ]            | [ 6 ]            | [ 7 ]            | [ 5 ]            | Альбом             |
| ---- | ------------------------------- | ---------------- | ---------------- | ---------------- | ---------------- | ---------------- | ---------------- | ---------------- | ---------------- | ---------------- | ---------------- | ------------------ |
| 2004 | «Somewhere Only We Know»        | 3                | 30               | 50               | 32               | 15               | 55               | —                | 1                | —                | —                | Hopes and Fears    |
| 2004 | «Everybody's Changing»          | 4                | 27               | —                | —                | 20               | 60               | 10               | —                | 18               | 24               | Hopes and Fears    |
| 2004 | «Bedshaped»                     | 10               | 38               | —                | —                | 13               | 61               | —                | —                | —                | —                | Hopes and Fears    |
| 2004 | «This Is the Last Time»         | 18               | 43               | —                | —                | 43               | 84               | 56               | —                | —                | —                | Hopes and Fears    |
| 2005 | «We Might As Well Be Strangers» | —                | —                | —                | —                | —                | —                | —                | —                | —                | —                | Hopes and Fears    |
| 2005 | «Bend and Break»                | —                | —                | —                | —                | 27               | 95               | —                | —                | —                | —                | Hopes and Fears    |
| 2006 | «Atlantic»                      | —                | —                | —                | —                | —                | —                | —                | —                | —                | —                | Under the Iron Sea |
| 2006 | «Is It Any Wonder?»             | 3                | 18               | 78               | 18               | 17               | 61               | 72               | —                | 12               | 28               | Under the Iron Sea |
| 2006 | «Crystal Ball»                  | 20               | 41               | —                | —                | 36               | 64               | 60               | —                | —                | —                | Under the Iron Sea |
| 2006 | «Nothing in My Way»             | 19               | —                | —                | —                | 56               | —                | —                | 3                | —                | —                | Under the Iron Sea |
| 2007 | «A Bad Dream»                   | 23               | —                | —                | —                | 77               | —                | —                | —                | —                | —                | Under the Iron Sea |
| 2007 | «Try Again»                     | —                | —                | —                | —                | —                | 39               | —                | —                | —                | 83               | Under the Iron Sea |
| 2007 | «The Night Sky»                 | —                | —                | —                | —                | —                | —                | —                | —                | —                | —                | -                  |
| 2007 | «Under Pressure»                | —                | —                | —                | —                | —                | —                | —                | 1                | —                | —                | -                  |
| 2008 | «Spiralling»                    | 23               | —                | —                | —                | 29               | 83               | —                | 1                | —                | —                | Perfect Symmetry   |
| 2008 | «The Lovers Are Losing»         | 52               | —                | —                | 12               | 84               | —                | —                | 3                | 19               | —                | Perfect Symmetry   |
| 2008 | «Perfect Symmetry»              | 150              | —                | —                | —                | —                | —                | —                | —                | —                | —                | Perfect Symmetry   |
| 2009 | «Better Than This»              | 173              | —                | —                | —                | —                | —                | —                | —                | —                | —                | Perfect Symmetry   |
| 2010 | «Stop for a Minute»             |                  |                  |                  |                  |                  |                  |                  |                  |                  |                  | Night Train        |
| 2012 | «Silenced by the Night»         |                  |                  |                  |                  |                  |                  |                  |                  |                  |                  | Strangeland        |
| 2012 | «Disconnected»                  |                  |                  |                  |                  |                  |                  |                  |                  |                  |                  | Strangeland        |
| 2012 | "Sovereign Light Café           |                  |                  |                  |                  |                  |                  |                  |                  |                  |                  | Strangeland        |
| 2012 | «Higher Than the Sun»           |                  |                  |                  |                  |                  |                  |                  |                  |                  |                  | The Best of Keane  |

### Синглы до Hopes and Fears
- «Call Me What You Like» (31 января 2000)
- "Wolf at the Door (1 июня 2001)
- «Everybody's Changing» (12 мая 2003)
- «This is the Last Time» (13 октября 2003)

### Синглы периодаHopes and Fears
- «Somewhere Only We Know» (16 февраля 2004)
- «Everybody's Changing» (3 мая 2004)
- «Bedshaped» (16 августа 2004)
- «This Is the Last Time» (22 ноября 2004)
- «The Sun Ain't Gonna Shine Anymore» (20 апреля 2005)
- «Bend and Break» (25 июля 2005; Только в Германии и Аргентине)

### Синглы периодаUnder the Iron Sea
- «Atlantic» (24 апреля 2006)
- «Is It Any Wonder?» (29 мая 2006)
- «Crystal Ball» (21 августа 2006)
- «Nothing in My Way» (30 октября 2006)
- «Try Again» (12 января 2007)
- «A Bad Dream» (22 января 2007)

### Внеальбомные синглы
- «The Night Sky» (29 октября 2007)
- «Under Pressure» (16 ноября 2007; Только в Мексике)

### Синглы периодаPerfect Symmetry
- «Spiralling» (4 августа 2008)
- «The Lovers Are Losing» (20 октября 2008)
- «Perfect Symmetry» (29 декабря 2008)
- «Better Than This» (16 марта 2009)

### Синглы периодаNight Train
- «Stop for a Minute» (5 апреля 2010)

### Синглы периодаStrangeland
- Silenced by the Night (13 марта 2012)
- Disconnected (27 апреля 2012)
- Sovereign Light Café (8 мая 2012)

## Продажи в мире
| Издание              | Продано (Во всём мире) |
| Hopes and Fears      | 6 миллионов            |
| Live Recordings 2004 | ?                      |
| Under the Iron Sea   | 2.7 миллионов          |
| Keane Live 06        | Ограниченное издание   |
| Perfect Symmetry     | 619.000                |
| Night Train          |                        |

Всего продано более 9 миллионов копий.

## DVD
| Год  | Название                           | Лейбл  | Тип                              | Количество дисков | Примечания                            |
| ---- | ---------------------------------- | ------ | -------------------------------- | ----------------- | ------------------------------------- |
| 2004 | Hopes and Fears DVD                | Island | Видеоклипы на DVD                | 2 (CD+DVD)        | Выпущен 23 ноября                     |
| 2005 | Strangers                          | Island | Документальный/Видеоантология    | 2                 | Выпущен 14 ноября 15 ноября           |
| 2006 | Under the Iron Sea DVD             | Island | Документальный/Демо/Производство | 2 (CD+DVD)        | Выпущен 7 июня 9 июня 12 июня 20 июня |
| 2007 | Keane Live DVD                     | Island | Концерт в O2 arena               | 1                 | Выпущен 19 ноября                     |
| 2008 | Keane Curate A Night For War Child | Island | Концерт в Brixton Academy        | 1                 | Выпущен 15 сентября 30 сентября       |
| 2008 | Perfect Symmetry DVD               | Island | Документальный/Демо/Производство | 2 (CD+DVD)        | Выпущен 13 октября                    |